# 環境報告書
環境報告書（かんきょうほうこくしょ）は、発行する機関や企業が環境に対して取り組んでいる事柄を広く一般に開示する報告書である。
環境情報の提供の促進等による特定事業者等の環境に配慮した事業活動の促進に関する法律（事業者の環境配慮促進法）によって、独立行政法人や、国立大学法人などにおいて発行が義務付けられている。環境省によってガイドラインが制定されている。